# Burden Me
Burden Me é um álbum de Jeremy Camp, lançado independentemente em 2000. 

## Faixas
1. "Burden Me"
2. "He Will Come Through"
3. "I See"
4. "Silence Me"
5. "Can't You See"
6. "Believe"
7. "I Know You're Calling"
8. "Find It Now"
9. "Letting Go"
10. "Looking Back"